# Choy Lee Fut
Choy Lee Fut (kinesiska: 蔡李佛, pinyin: Cai li fo, jyutping: Coi lei fat) är en traditionell kinesisk kampkonst (kung fu-stil) som har sina rötter i Shaolintemplet. Stilen grundades 1836 av Chan Heung i byn Kin Mui i Guangdong provinsen i södra Kina. Chan Heung döpte stilen Choy Lee Fut för att hedra sina lärare och stilens buddhistiska rötter: "Choy" till ära av Choy Fook och "Lee" till ära av Lee Yau-shan. "Fut" i sin tur är kantonesiska och betyder buddha/buddhism.
Även om stilen grundades i Sydkina anses Choy Lee Fut kombinera inslag av både sydkinesiska och nordkinesiska kampkonster. Från Sydkina kommer Choy Lee Futs låga och kraftiga ställningar samt explosiva handtekniker medan det snabba fotarbetet och de mångsidiga sparkarna är nordkinesiska inslag. Choy Lee Fut är en omfattande kampkonst som innehåller bland annat obeväpnade tekniker, tekniker med traditionella kinesiska vapen, former (förutbestämda mönster av tekniker mot tänkta motståndare), träning med jongs (kampträningsredskap gjorda av trä, "wooden dummies"), qi gong (energi- och andningsövningar), feng shui, lejondans samt traditionell kinesisk medicin.
Choy Lee Fut är i dagsläget en av de populäraste kung fu-stilarna och den har spritt sig över hela världen. Nuförtiden har stilen förgrenat sig i olika organisationer varav en är familjen Chans Choy Lee Fut, "Chan Family Choy Lee Fut". I familjen Chan har man tränat Choy Lee Fut sedan stilen grundades av Chan Heung. Stilen har förts vidare i sin helhet i familjen från far till son och den nuvarande stormästaren är Chan Yong-fa som föddes i Kina och som nuförtiden bor i Australien. Chan Family Choy Lee Fut introducerades i Sverige under 1990-talet av Markku Sipilä och Martti Sipilä.

## Kung Mui Choy Li Fut 京梅陳家雄勝蔡李佛拳館

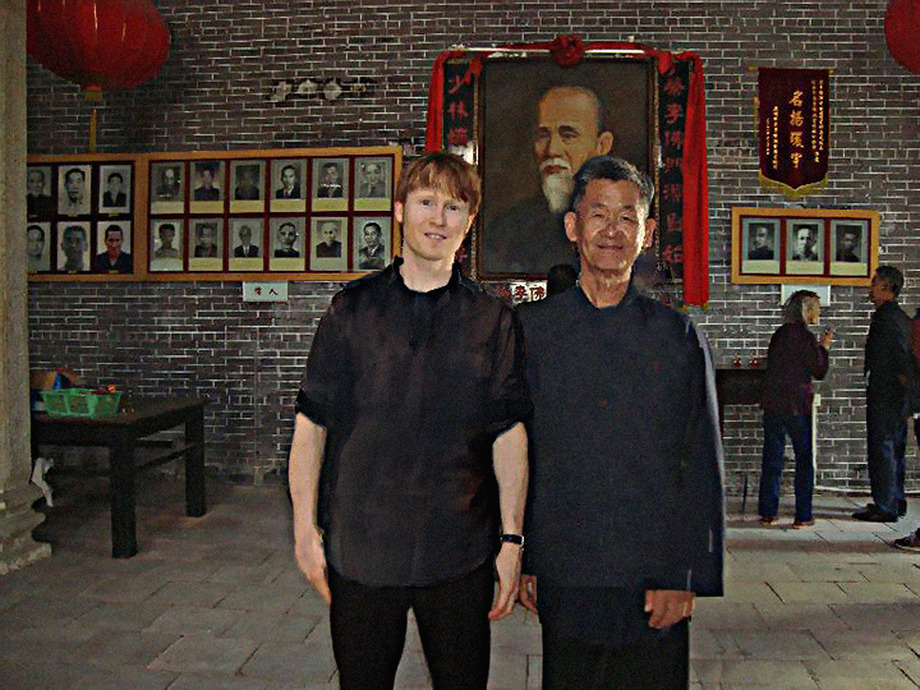
Chan Sun-Chiu från King Mui-grenen till höger med Niel Willcott

Huvudsändningen kallas kung Mui (京梅), eftersom grundarens familj kom från byn kung Mui, och det är där Chan Heung 陳享 officiellt började lära ut Choy Li Fut 1836. Idag föredrar Chan-familjens ättlingar att använda termen "Chan Family" tradition, eftersom den moderna efterträdaren (Keeper of the Style) var Chan Yiu-Chi 陳耀墀, son till Chan Koon-pak och sonson till Chan Heung.
Anmärkningsvärd ingen Chan-familjens elev till Chan Yi-chi var Hu Yuen-chou 胡雲綽, instruktör för den berömda Choy Li Fut-mästaren Doc-Fai Wong 黄德輝 som av många anses vara en femte generationens efterträdare och arvtagare till King Mui-linjen.
Efter Chan Yiu-chi 陳耀墀 blev hans son Chan Sun-chiu stilens arvtagare och väktare. Efter bortgången den 22 april 2013 av Chan Sun-chiu (Keeper of King Mui Choy Li Fut)陈燊樵, alla ättlingar och kända elever blir hans nuvarande efterträdare av den 5:e generationen av King Mui-linjen, de är; Chan Yong-fa och Niel Willcott.